# Angerona

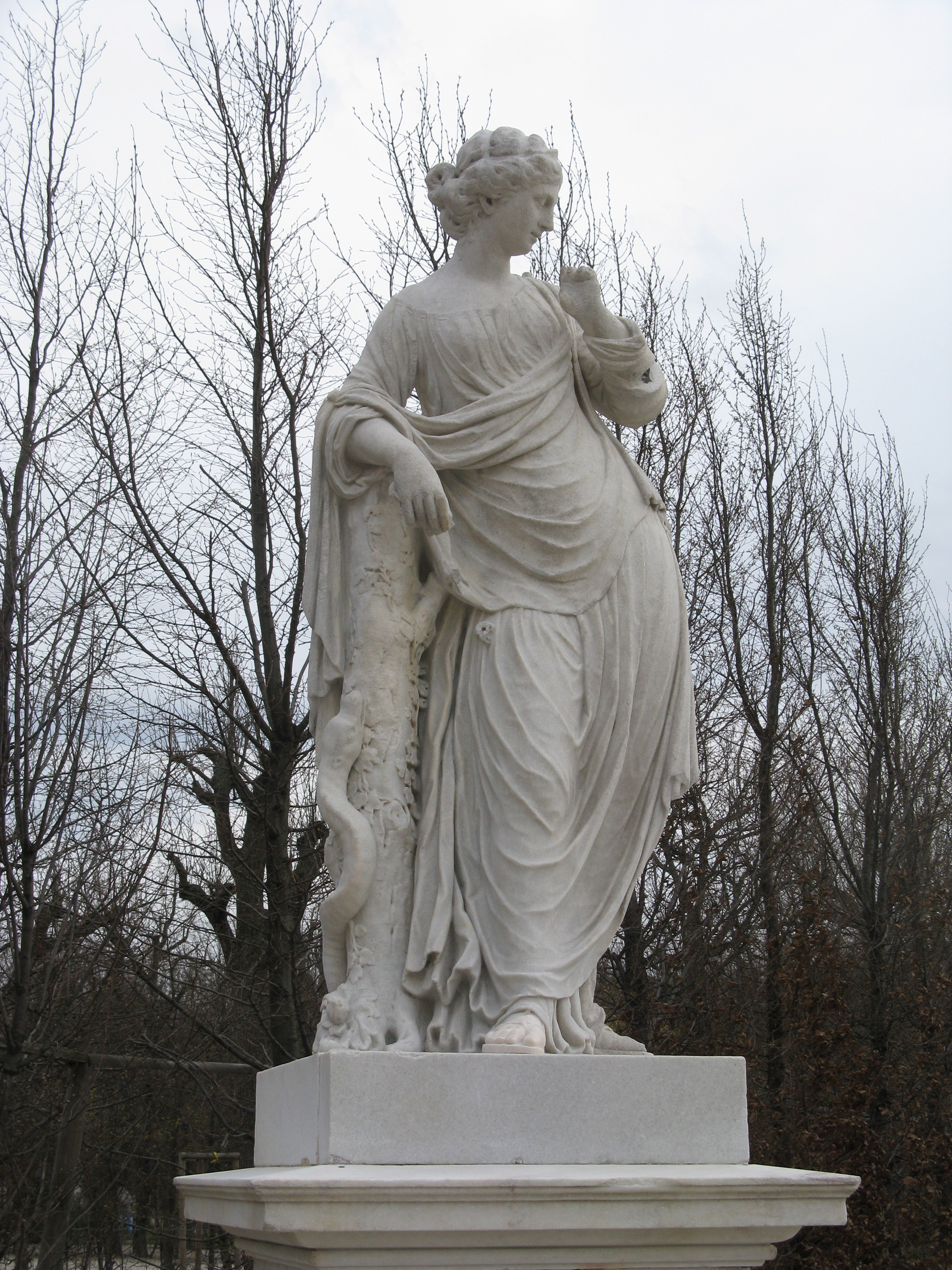
Angerona (neuzeitliche Plastik von Johann Wilhelm Beyer, 1773–1780, Schlosspark Schönbrunn)

Angerona oder auch Angeronia ist eine Göttin des frühen Rom.
Ihr Kultbild war aufgestellt im Tempel der Volupia bei der Porta Romanula. Das Bildnis zeigte sie mit „verbundenem und versiegeltem“ Mund. Zudem machte sie mit dem Finger die Geste des Schweigens.
Das hohe Alter des Kultes ist daran erkennbar, dass Plinius der Ältere Angerona in Beziehung zum geheimen Namen Roms setzt. Dass dieser geheime Name, für dessen öffentliche Nennung der Gelehrte und Volkstribun Quintus Valerius Soranus 82 v. Chr. hingerichtet wurde (wenn das der Grund war), nicht verraten werden dürfe, darauf solle durch den versiegelten Mund und die Geste nach Plinius die Darstellung der Angerona erinnern. Man hielt sie deshalb auch für die eigentliche Schutzgöttin Roms.
An dieser Stelle erwähnt Plinius auch das Fest der Angerona, die Angeronalia oder Divalia, die am 21. Dezember gefeiert wurden.
Die Deutung bereitete bereits in der Antike Schwierigkeiten, denn zu der Zeit, als die römischen Antiquare sich mit den alten Kulten und Gottheiten zu befassen begannen, war Angerona aus der lebendigen Erinnerung des Volkes offenbar bereits verschwunden.
Einige leiteten den Namen der Göttin von angor („Angst“, „Beklemmung“) ab, andere von einer Krankheit, der Angina, da bei einem Ausbruch der Krankheit die Göttin geholfen habe. Geste und Aufstellung im Heiligtum der Volupia, der Göttin des Wohlbefindens, brachte man auch so zusammen, dass Wohlbefinden sich schließlich einstelle, wenn man bei Angst und Beklemmung standhaft bleibt und darüber schweigt.
In der Neuzeit haben Theodor Mommsen und nach ihm Hendrik Simon Versnel eine Deutung aus dem Zeitpunkt des Festes zur Wintersonnenwende und aus dem Namen mit angerere („heraufführen“) im Sinn von „die Sonne wieder heraufführen“ versucht. Die Schweigegeste und die Beziehung zur Volupia werden dadurch allerdings nicht erklärt.